# 4418 Fredfranklin
A 4418 Fredfranklin (ideiglenes jelöléssel 1931 TR1) a Naprendszer kisbolygóövében található aszteroida. Karl Wilhelm Reinmuth fedezte fel 1931. október 9-én.